# Jadwiga Emilewicz
Jadwiga Emilewicz est une femme politique polonaise, née le 27 août 1974 à Cracovie. Elle a été membre du parti libéral-conservateur Alliance.

## Biographie
Jadwiga Emilewicz est nommée le 9 janvier 2018 ministre des Entreprises et de la Technologie, quelques semaines après l'entrée en fonction de Mateusz Morawiecki à la présidence du Conseil des ministres. Elle devient ministre du Développement le 15 novembre 2019.
Le 8 avril 2020, après que le président d'Alliance Jarosław Gowin a démissionné du gouvernement, elle le remplace en qualité de vice-présidente du Conseil des ministres. À l'occasion d'un remaniement ministériel orchestré le 6 octobre suivant, elle cède toutes ses responsabilités à Jarosław Gowin.
Elle annonce le 27 septembre 2020 qu'elle quitte le parti Alliance, exprimant son désaccord avec Jarosław Gowin concernant les différends au sein de la coalition au pouvoir dans les mois précédents. Elle indique qu'elle continuera de siéger comme députée au sein du groupe parlementaire de Droit et justice.